# KENJI (加古隆のアルバム)
『KENJI』は加古隆のアルバム。
1988年12月9日に発売され、その後廃盤となっていたが、2003年10月22日にデビュー30周年を記念して再発売された。
宮沢賢治の諸作品から着想を得て書かれたそれぞれの曲に、作品の朗読を重ねる構成になっており、収録された曲が全て同じテーマで貫かれていることから、アルバム全体が組曲的な要素を持っている。ジャケットには宮沢賢治が描いた水彩画「日輪と山」が使用されている。

## 収録曲
- プロローグ - イーハトヴと賢治, I am so cool!

演奏中に宮沢賢治の短歌が朗読される。
- 永訣の朝

死にゆく妹トシへの、宮沢賢治の想いを綴った詩「永訣の朝」を抜粋で収録。この曲は独立した作品としても、コンサートで度々演奏される。
- 銀河鉄道の夜 ある農学生の日誌〜銀河鉄道〜蠍座

岩手県から北海道へと修学旅行に向かうため、汽車に乗った「ある農学生」の日誌が音楽と共に朗読され、場面がそのまま音楽を橋渡しに「銀河鉄道の夜」へと移っていくという演出になっている。
- セロ弾きのゴーシュ ゴーシュのテーマ〜インドの虎刈りのテーマ

「セロ弾きのゴーシュ」より。サブタイトルにある「インドの虎刈り」が実際に作品内に登場する。
- 風の又三郎 情景I〜情景II〜情景III

「風の又三郎」より。加古隆のフリー・ジャズ時代を思わせる演奏と、効果的なパーカッションにより、独特の雰囲気が醸し出されている。
- グスコーブドリの伝記
- エピローグ - 注文の多い料理店の“序”

音楽と共に宮沢賢治の日記が朗読され、静かにアルバムを締めくくる。

## メンバー
- 作曲・編曲 加古隆
- 構成・朗読 野沢那智
- 原作 宮沢賢治

- ピアノ 加古隆
- パーカッション 吉原すみれ
- チェロ 溝口肇
- ヴァイオリン 篠崎正嗣
- トロンボーン 喜多原和人
- ストリングス 篠崎ストリングス
- コーラングレ 柴山洋
- ナレーション 野沢那智